# 布特尔基农村居民点
布特尔基农村居民点（俄语：Бутырское сельское поселение）是俄罗斯联邦沃罗涅日州列皮约夫卡区所属的一个农村居民点。其下辖有10个居民点，行政中心为布特尔基。据2016年统计，该农村居民点的人口为1275人。